# Geher-Länderkampf der Männer 1962 BR Deutschland – Schweiz
| 2. Leichtathletik-Länderkampf mit bundesdeutscher Beteiligung 1962 | 2. Leichtathletik-Länderkampf mit bundesdeutscher Beteiligung 1962 |               |
| ------------------------------------------------------------------ | ------------------------------------------------------------------ | ------------- |
|                                                                    |                                                                    |               |
| Geher-Vergleich der Männer: BR Deutschland – Schweiz               |                                                                    |               |
| Austragungsort                                                     | Frankfurt am Main                                                  |               |
| Wettbewerbe                                                        | 2                                                                  |               |
| Datum                                                              | 10. Juni 1962                                                      |               |
| 1. FRG 2. SUI                                                      | 32 Punkte 12 Punkte                                                |               |
| Chronik                                                            |                                                                    |               |
| ← NLD-FRG-SUI Straßenlauf (M)                                      | ITA-FRG (M) →                                                      | ITA-FRG (M) → |

Zum zweiten Vergleich des Länderkampfjahres 1962 trafen sich am 24. September die Bundesrepublik Deutschland und die Schweiz in Frankfurt am Main zum siebten Mal in einer Begegnung der Geher. Zuvor hatte die Schweiz vier Mal gewonnen, Deutschland zwei Mal.

## Wettbewerbe und Modus
Mit dem Straßengehen über 20 und diesmal wieder 50 Kilometer standen wie gewohnt zwei Wettbewerbe auf dem Programm. Nach den üblichen Regeln kamen von vier Startern je Land in den beiden Wettbewerben die jeweils besten drei in die Wertung. Der erste Rang brachte sieben Punkte, der zweite fünf, der dritte vier usw. Der sechste Platz wurde noch mit einem Punkt belohnt.

## Ergebnis
Die Dominanz der bundesdeutschen Vertreter war wie schon im Vorjahr sehr hoch, wenn auch nicht ganz maximal, denn ein vierter Platz ging an die Schweiz. Ansonsten lagen jeweils alle bundesdeutschen Geher vor den Schweizer Vertretern. So setzten sich die bundesdeutschen Geher überlegen durch und kamen damit zu ihrem dritten Sieg, das Endergebnis lautete 32 zu zwölf Punkte.

## Legende
Kurze Übersicht zur Bedeutung der Symbolik – so üblicherweise auch in sonstigen Veröffentlichungen verwendet:
| DNF | nicht im Ziel (did not finish) |

## Resultate

### 20-km-Straßengehen
| Platz | Athlet               | Land | Zeit (h)  |
| ----- | -------------------- | ---- | --------- |
| 1     | Karl-Heinz Pape      | FRG  | 1:39:29,0 |
| 2     | Kurt Schreiber       | FRG  | 1:42:17,4 |
| 3     | Hans-Jürgen Paul     | FRG  | 1:44:04,2 |
| 4     | Herbert Staubach     | FRG  | 1:47:43,6 |
| 5     | Werner Trutmann      | SUI  | 1:52:40,0 |
| 6     | Marino Läubi         | SUI  | 1:55:01,6 |
| 7     | Michel Martin        | SUI  | 1:59:00,4 |
| 8     | Giambattista Gabutti | SUI  | 2:02:12,8 |

### 50-km-Straßengehen
| Platz | Athlet           | Land | Zeit (h)  |
| ----- | ---------------- | ---- | --------- |
| 1     | Julius Müller    | FRG  | 4:42:41,6 |
| 2     | Claus Bartels    | FRG  | 4:46:46,2 |
| 3     | Jürgen Kraemer   | FRG  | 4:52:45,0 |
| 4     | Alfred Leiser    | SUI  | 4:55:11,0 |
| 5     | Johannes Schmilz | FRG  | 4:55:31,6 |
| 6     | Hans Anrig       | SUI  | 4:57:02,0 |
| 7     | Franco Calderari | SUI  | 5:03:46,0 |
| DNF   | Erwin Stutz      | SUI  |           |